# Hookeria
Die Hookeria (Flügelblattmoose) sind eine Gattung von Laubmoosen aus der Familie Hookeriaceae.

## Beschreibung
Die Arten der Gattung bilden niederliegende, oft ausgedehnte, weiche, glänzende Rasen. Die Pflanzen sind wenig verzweigt und verflacht beblättert. Der Stämmchenquerschnitt weist einen Zentralstrang auf. Die Blätter sind eiförmig bis elliptisch und stumpf oder spitz, die Blattränder flach und ganzrandig. Eine Blattrippe fehlt. Die sehr großen Blattzellen sind sechseckig bis rhombisch.
Die Geschlechterverteilung ist diözisch oder autözisch. Die verlängerte Seta ist glatt und dick, die Kapsel oval bis ellipsoidisch und horizontal bis fast hängend. Der Deckel ist geschnäbelt, die Kalyptra mützenförmig und am Grund kurzlappig.

## Arten
Nach Frey, Fischer & Stech gibt es zehn Arten mit Verbreitung in den tropischen und (vorwiegend nördlichen) gemäßigten Klimagebieten.
In Europa ist nur eine Art vertreten: Glänzendes Flügelblattmoos (Hookeria lucens).